# Раул Кастро
Раул Кастро (на испански: ‌Raúl Castro) е кубински политик и лидер, който е първият секретар на Кубинската комунистическа партия, най-високопоставената в комунистическата държава, наследява брат си Фидел Кастро през април 2011 г. Той е член на Политбюро на Кубинската комунистическа партия, най-висшият орган за взимане на решения от 1975 г. насам. През февруари 2008 г. е назначен за председател на Съвета на държавата и председател на Министерския съвет. Той се оттегля като президент на 19 април 2018 г.
Преди да бъде назначен като действащ президент на Куба през юли 2006 г., той е главнокомандващ на въоръжените сили от 1959 г. до 2008 г. С неговата министерска длъжност, е най-дълго управлявал министър на въоръжените сили. Поради болестта на своя предшественик, Кастро е определен за председател на Държавния съвет при временно прехвърляне на властта. Кастро официално става президент на Народното събрание на 24 февруари 2008 г., след като Фидел Кастро, който все още боледува, обявява на 19 февруари 2008 г., че няма да се кандидатира за президент.
Кастро е преизбран за президент на 24 февруари 2013 г. Малко след това Кастро обявява, че вторият му мандат ще бъде неговият последен и че няма да се опита да бъде преизбран през 2018 г. Той обявява през държавната телевизия на 21 декември 2017 г., че ще се оттегли като президент на 19 април 2018 г., след като наследникът му бъде избран от Народното събрание след парламентарните избори. Той обаче запазва най-силната си позиция като първи секретар на комунистическата партия, управляващата партия на Куба. На 16 април 2021 г. Раул Кастро обявява своето оттегляне от поста на първи секретар. На този пост е избран Мигел Диас-Канел.

## Ранен живот
Раул Модесто Кастро Рус е роден в Биран, Куба, син на баща галисийски имигрант, Анхел Кастро, и кубинска майка Лина Рус. Раул е най-малкият от тримата братя: Рамон, Фидел и самият той. Той има и четири сестри: Анхела, Хуанита, Ема и Агустина.
Като деца, братята Кастро са изгонени от първото училище, в което учат. Подобно на Фидел, Раул по-късно посещава Йезуитското училище „Колехио Долорес“ в Сантяго и училище „Белен Йезуит“ в Хавана. Раул, като бакалавър, изучава социални науки. Докато Фидел превъзхожда като студент, Раул се превръща в посредствен студент. Раул става социалист и се присъединява към Социалистическата младеж, филиал на Кубинската комунистическа партия, Partido Socialista Popular (PSP). Братята участват активно в понякога насилствените студентски действия.
Пътуванията и контактите на Раул Кастро със съветския агент на КГБ Николай Леонов, с когото се среща през 1953 г. по време на пътуване с народите от съветския блок и отново през 1955 г. по време на изгнанието си в Мексико, улесняват близките връзки на Куба със съветите след триумфа на кубинската революция. Леонов по-късно става агент на КГБ в Хавана.
През 1953 г. Раул става част от групата на Движение 26 юли, която напада казармите „Монкада“; той прекарва 22 месеца в затвор в резултат на това действие. По време на изгнанието си в Мексико участва в подготовката за експедицията на лодката Granma до Куба.

## Командир на Кубинската революция
Когато дебаркирането на Granma се проваля и 82-рата революционери са разкрити от правителствените войски, Раул е един от 12-те бойци, които успяват да стигнат до сигурно убежище в планините Сиера Маестра, формиращи сърцевината на въставащата бунтовническа армия. Като брат на Фидел и доверена дясна ръка, и предвид доказаните си лидерски способности по време на и след нападението на Монкада, са му дадени по-големи команди. На 27 февруари 1958 г. Раул е командващ и прави мисия да пресече старата провинция Ориенте, за да отвори на североизток тази територия „Източния фронт на Франк Паис“.
В резултат на операциите на Раул на „Източния фронт“, той не участва в основната операция Верано, но силите на Раул остават активни и нарастват с течение на времето.
На 26 юни 1958 г. бунтовниците на Раул Кастро отвличат 10 американци и 2 канадци от минната компания Moa Bay (американска компания) на северния бряг на провинция Ориенте. На следващия ден бунтовниците взимат за заложници 24 американски военнослужещи на отпуск от военноморската база на Съединените щати в залива Гуантанамо. Този инцидент прави отвлечени заложници 36 (34 американци и 2 канадски граждани).
Американският посланик Смит и неговият екип определят, че отвличанията имат следните цели: да получат световна публичност, да възвърнат престижа на М-26-7, изгубен от провала на стачките, да принудят военновъздушните сили на Батиста да прекратят бомбардировките над бунтовниците и да получат обществено признание от САЩ.
Вземането на заложници предизвиква значителен отзвук в САЩ, включително неблагоприятна обществена реакция, а американското обмисляне е за възстановяването на военната подкрепа на Батиста и разгръщането на американските сили, за да освободят заложниците. В крайна сметка, заложниците са освободени на много малки групи, извличайки максимално внимание от пресата. След освобождаването си, заложниците твърдят, че са били лекувани добре, а някои дори твърдят, че подкрепят каузата на бунтовниците.
До октомври 1958 г., след укрепването от Фидел, братята имат около 2000 бойци и контролират цялата провинция Ориенте. През декември, докато Че Гевара и Камило Сиенфуегос оперират в Санта Клара, армията на Фидел и Раул обсажда Мафо, който пада на 30 декември. След това победоносната им армия се отправя към Сантяго де Куба, столица на провинция Ориенте.
В отговор на победата на Че Гевара в битката при Санта Клара, подкрепяният от САЩ президент Фулхенсио Батиста бяга от Куба в ранната утрин на 1 януари 1959 г.
Двамата братя Кастро с тяхната армия пристигат в покрайнините на Сантяго де Куба и казват, че силите им ще щурмуват града в 18 часа на 1 януари, ако не се предадат. Командирът (полковник Реджо Рубидо) предава Сантяго де Куба без бой. Войната свършва и Фидел успява да вземе властта в Хавана, когато пристига на 8 януари 1959 г.
Способностите на Раул като военен лидер по време на революцията трудно се определят ясно. За разлика от Че Гевара или Сиенфуегос, Раул няма значителни победи, за които може да претендира сам. Последните операции (които очевидно са успешни) са проведени със своя по-голям брат Фидел (и в командването). След падането на Батиста, Раул има задачата да наблюдава делата и изпълнението на екзекуциите (между 30 и 70) на войници, верни на сваления президент Батиста, осъден за военни престъпления.

## Политическа кариера

### Ранна
Раул Кастро е член на националното ръководство на интегрираните революционни организации (създадено през 1961 г., разпуснато през март 1962 г.) и на Обединената партия на социалистическата революция на Куба (създадена през 1962 г., разпусната през октомври 1965 г.). Той също така е признат, че спомага за свалянето на Lockheed U2 и убийството на майор Рудолф Андерсън.
Той е член на Централния комитет на Кубинската комунистическа партия и втори секретар на Политбюро от създаването на партията през октомври 1965 г.; също като първи вицепрезидент на кубинския държавен съвет на Народното събрание на народната власт и на Съвета на министрите, когато те са създадени през 1976 г. Той е назначен за министър на въоръжените сили на революцията, когато са основани през октомври 1959 г. и е служил в това си качество до февруари 2008 г.

### Президентски задължения
На 31 юли 2006 г. личният секретар на Фидел Кастро, Карлос Валенсия, обявява пред държавната телевизия, че Фидел Кастро временно ще предаде задълженията на първи секретар на Кубинската комунистическа партия (шеф на партията), председател на Държавния съвет на Куба (държавен глава), президент на Съвета на министрите на Куба (премиер) и главен командир на въоръжените сили на Раул Кастро, докато Фидел претърпи и се възстанови от чревна операция.
Много коментатори смятат Раул Кастро за политически твърд, който ще запази влиянието на Кубинската комунистическа партия в страната. Други обаче смятат, че е по-прагматичен от по-големия си брат и желае да въведе някои пазарно ориентирани икономически политики. Смятало се, че той е облагодетелствал варианта на сегашния китайски политически и икономически модел за Куба, с надеждата да запази някои елементи от социалистическата система.
В реч пред студенти от университета Раул заявява, че ще остави комунистическата система в Куба и че „Фидел е незаменим, освен ако не го заменим всички“.
На 1 май 2007 г. Раул ръководи празненствата по случай майския ден в Хавана. Според Granma, тълпата е достигнала над един милион участници, с делегации от над 225 организации и 52 страни.

### Комунистически лидер
След приемането на временния контрол върху президентството, Раул Кастро е избран за нов президент на Държавния съвет и председател на Съвета на министрите по време на законодателна сесия, проведена в кубинския дворец на конвенциите в Хавана. 597 депутати единодушно избират 31-членния държавен съвет за срок от 5 години, което от своя страна избира Раул за президент. Оттогава администрацията му обявява няколко икономически реформи. През март 2008 г. правителството премахва ограниченията срещу закупуването на многобройни продукти, които не са на разположение под администрацията на Фидел Кастро, включително DVD плейъри, компютри, готварски печки и микровълнови печки. В стремежа си да стимулира производството на храни, правителството разрешава на частни земеделски стопани и кооперативи да наемат неактивни държавни земи и премества голяма част от процеса на вземане на решения относно използването на земята от национално ниво до общинско ниво.
В средата на 2008 г. правителството преразглежда структурата на заплатите на всички държавни компании; така че трудолюбивите служители да могат да бъдат възнаграждавани с по-високи заплати. Освен това, правителството премахва ограниченията срещу използването на мобилни телефони и ограниченията за пътуване на кубинците.
През март 2009 г. Раул Кастро уволнява някои длъжностни лица.
През април 2011 г. Раул обявява план за 300 икономически реформи, насърчаващи частната инициатива, намаляване на държавните разходи, насърчаване на чуждестранните инвестиции и аграрните реформи, както и ограничаване на президентските права, включително и на самия него.
На 24 февруари 2013 г. кубинският парламент назначава Раул Кастро за нов петгодишен мандат като президент и Мигел Диас-Канел, първи вицепрезидент. Той обявява същия ден, че ще се оттегли от власт след втория си мандат, докато президентството му завърши през 2018 г.
През 2018 г. той е избран за кандидат за Народно събрание на народната власт от община Сегундо Френте в Сантяго де Куба, считано за люлката на Кубинската революция.

### Нормализиране на отношенията със Съединените щати
Раул Кастро заявява през 2008 г., че „Американският народ е сред нашите най-близки съседи, трябва да се уважаваме, ние никога не сме имали нищо против американския народ, добри отношения биха били взаимноизгодни, може би не можем да решим всички наши проблеми, но ние може да решим много от тях.“
На 10 декември 2013 г. Кастро в значителен ход стиска ръка и поздравява американския президент Барак Обама в паметната служба на Нелсън Мандела в Йоханесбург.
На 17 декември 2014 г. Кастро и Обама правят отделни съобщения, че усилията за нормализиране на отношенията между двете държави ще започнат с възстановяването на посолствата в Хавана и Вашингтон. Посолствата преди това са затворени през 1961 г., след като Куба става тесен съюзник на СССР.
Сближаването между САЩ и Куба е улеснено от родения в Аржентина папа Франциск, който позволява на Ватикана да бъде използвана за тайни преговори. Има едновременни обществени съобщения на Кастро и Обама за напредъка към нормализиране.
На 20 юли 2015 г. Куба и Съединените щати официално възобновяват пълните дипломатически отношения със секции от „кубински интереси“ във Вашингтон, САЩ и „интересите на САЩ“ в Хавана се преобразуват в посолства.
На 20 март 2016 г. Обама посещава Куба, за да се срещне с Кастро. Това е първото посещение на президент на САЩ в Куба за 88 години.
Говорейки през 2017 г., Раул Кастро е силно критичен към предложението на Доналд Тръмп за мексиканската стена и за рестриктивната търговска политика. Той нарича плановете егоистични и за границата, ирационални. „Не можете да ограничите бедността, катастрофите и мигрантите със стени, но със съдействие, разбиране и мир“, казва Кастро. Избраният президент на САЩ също така нарича Раул чудовище, като казва: "Ако Куба не желае да направи по-добра сделка за кубинския народ, кубинския / американски народ и САЩ като цяло, ще прекратя сделката".
Раул Кастро изненадва високопоставен американски пратеник през септември 2017 г., докато обсъжда неотдавнашни звукови атаки срещу американски дипломатически персонал. Той отказва да участва, но позволява на ФБР рядък достъп да разследва инцидента, който оставя 21 души със загуба на слуха и увреждане на мозъка.

## Обществен и личен живот
Кастро се жени за Вилма Еспин, бивша студентка по химическо инженерство в Масачузетския технологичен институт и дъщеря на богат адвокат от фирмата Bacardi rum, на 26 януари 1959 г. Вилма става председател на кубинската федерация на жените. Те имат три дъщери (Дебора, Мариела и Нилса) и един син (Алехандро) Кастро Еспин. Дъщеря им Мариела понастоящем оглавява кубинския национален център за сексуално образование, а Дебора е женена за полковник Луис Алберто Родригес, началник на икономическото отделение на въоръжените сили. Вилма Еспин почива на 18 юни 2007 г.
В интервю през 2006 г., след като е поел президентските си задължения, Раул Кастро коментира публичния си профил: „Не съм свикнал да правя чести публични изяви, освен когато е необходимо... Винаги съм бил дискретен, това е моят начин, а накратко ще изясня, че мисля да продължа по този начин“.
В интервю за актьора Шон Пен, Раул Кастро е описан като „топъл, отворен, енергичен и остроумен“.
След среща с папа Франциск във Ватикана на 10 май 2015 г. Кастро казва, че ще обмисли условно връщането си към Римокатолическата църква. Той казва на телевизионна пресконференция: "Четох всички изказвания на папата, неговите коментари и ако папата продължи по този начин, ще се върна към молитвите и ще се върна в [римокатолическата] църква." Папата посещава Куба преди посещението си в Съединените щати през септември 2015 г. Кастро заявява: „Обещавам да отида до всичките му маси и със задоволство“, когато папа Франциск посещава Куба.